# 王相堯
王相堯（？年—？年），崇祯时期的太監。

## 生平
崇禎十七年（1644年）三月，闯王李自成陷首都北京，十九日，為宣武门守門，領內丁千人，開門迎李自成部隊进城。